# 院内町の石橋
本項では、大分県宇佐市院内町にある石橋について説明する。

## 概要
大分県宇佐市院内町（旧宇佐郡院内町）には、町内を南北に流れる駅館川水系の恵良川とその支流に合計74基（75基とする資料もある）の石橋が架けられており（うち、60基ほどが石造アーチ橋とされる）、「日本一の石橋の町」と呼ばれることもある。
院内町に石橋が多いのは、急峻な谷に集落が点在している上、川の流れが急なため木橋では大雨などで流失してしまうからであるといわれる。また、良質な石が産出されること、および傾斜地に段々畑を造成し灌漑を行うための石垣や水路を築く石工技術が発達していたことも、多数の石橋の建設を可能とした要因であるとされている。優れた技術を持って多数の石橋を施工した石工としては、松田新之助などが知られている。さらに、川の両岸が侵食で形成された渓谷の岩盤で石橋を支える耐力を有しており、加工が容易な凝灰岩が豊富であるという地形上の利点もあった。
院内町の石橋の歴史は比較的新しく、江戸時代末期から昭和初期にかけて造られたものである。
国道387号沿いにある道の駅いんないには、石橋のパンフレットが備え付けられている。

## 文化財の指定・登録を受けた石橋
国の登録有形文化財
- 両合川橋
- 橋詰水路橋
- 鷹岩橋
- 水雲橋
- 櫛野橋
- 中島橋
- 念仏橋

大分県指定有形文化財
- 鳥居橋
- 御沓橋

宇佐市指定有形文化財
- 荒瀬橋
- 富士見橋
- 分寺橋
- 打上橋
- 西光寺橋
- 一の橋
- 久地橋
- 飯塚橋
- 宮の瀬橋
- 御仮屋橋

## 両合川橋
両合川橋（りょうあいがわばし）は、駅館川水系滝貞川に架かる小規模な石造単アーチ橋である。1998年（平成10年）1月16日に国の登録有形文化財として登録されている。
両合川橋という名の由来は、2本の谷川の合流点に架かるからとも、川の両岸の集落が出会う場所に架かるからともいわれる。第9回美しい日本のむら景観コンテストでむらづくり対策推進本部長賞を受賞しており、橋の両側の斜面に広がる棚田は、日本の棚田百選に選定されている。
諸元
- 所在地：大分県宇佐市院内町滝貞
- 河川：駅館川水系滝貞川
- 形式：石造単アーチ橋
- 橋長：9.80m
- 橋幅：2.76m
- 橋高：4.00m
- 径間：8.30m
- 拱矢：2.6m
- 竣工：1925年（大正14年）10月
- 石工：吉村万太郎
- 文化財等：登録有形文化財

## 橋詰水路橋
橋詰水路橋（はしづめすいろきょう）は、駅館川水系高並川に架かる小規模な石造単アーチ道路橋兼水路橋である。1998年（平成10年）1月16日に国の登録有形文化財として登録されている。
江戸時代末期に道路橋として架けられ、明治に入って水路が付加されたといわれる。現在でも、歩道として用いられるとともに、水路橋としても周囲の3.8haの水田を灌漑している。側面に自然石が使用されている素朴な石橋で、周囲の自然にとけ込んでいる。
諸元
- 所在地：大分県宇佐市院内町小稲
- 河川：駅館川水系高並川
- 形式：石造単アーチ水路橋
- 橋長：8.5m
- 橋幅：2.2m
- 径間：6.1m
- 拱矢：2.4m
- 竣工：江戸時代末期
- 文化財等：登録有形文化財

## 鷹岩橋

鷹岩橋

鷹岩橋（たかいわばし）は、駅館川水系恵良川に架かる石造単アーチ橋である。2001年（平成13年）11月20日に国の登録有形文化財として登録されている。
主構造は左右非対称の欠円アーチで、院内町で最も長い径間（スパン）を有する。大規模で非対称な単アーチが、側面の端正な切石の平積とあいまって、現代的な印象を与える石橋である。橋の下流には、この橋が架けられるまで使用されていた木橋の柱穴の跡が残っている。
諸元
- 所在地：大分県宇佐市院内町斉藤
- 河川：駅館川水系恵良川
- 形式：石造単アーチ橋
- 橋長：40.50m
- 橋幅：4.70m
- 橋高：16.30m
- 径間（アーチ幅）：27.00m
- 拱矢（アーチ高）：8.7m
- 竣工：1928年（昭和3年）
- 石工：佐藤半次郎
- 文化財等：登録有形文化財

## 水雲橋
水雲橋（すのりばし）は、駅館川水系恵良川に架かる石造2連アーチ橋である。2001年（平成13年）11月20日に国の登録有形文化財として登録されている。
院内町で2番目に高い石橋である。一見すると単アーチ橋にも見えるが、左岸側に小さなアーチを持つ非対称な2連アーチ橋である。
諸元
- 所在地：大分県宇佐市院内町原口
- 河川：駅館川水系恵良川
- 形式：石造2連アーチ橋
- 橋長：40.40m
- 橋幅：3.6m
- 橋高：17.20m
- 径間：17.4m
- 拱環厚：40cm
- 竣工：1927年（昭和2年）
- 石工：松田新之助
- 文化財等：登録有形文化財

## 櫛野橋
櫛野橋（くしのばし）は、駅館川水系恵良川に架かる石造単アーチ橋である。2001年（平成13年）11月20日に国の登録有形文化財として登録されている。
国道387号の旧道に架かる橋で、日出生台演習場に向かう軍の車両が通行できるように石橋に架け替えられたといわれる。
諸元
- 所在地：大分県宇佐市院内町櫛野・香下
- 河川：駅館川水系恵良川
- 形式：石造2連アーチ橋
- 橋長：38m
- 橋幅：5.0m
- 径間：24m
- 拱矢：6.9m
- 拱環厚：75cm
- 竣工：1921年（大正12年）
- 石工：岩渕万吉
- 文化財等：登録有形文化財

## 中島橋
中島橋（なかじまばし）は、駅館川水系院内川に架かる石造単アーチ橋である。2001年（平成13年）11月20日に国の登録有形文化財として登録されている。
院内川が恵良川に合流する地点に架けられた橋で、側面は野面石積とされている。
諸元
- 所在地：大分県宇佐市院内町斎藤
- 河川：駅館川水系院内川
- 形式：石造単アーチ橋
- 橋長：22m
- 橋幅：2.4m
- 径間：9.9m
- 拱矢：4.8m
- 拱環厚：40cm
- 竣工：1919年（大正10年）
- 石工：松田新之助
- 文化財等：登録有形文化財

## 念仏橋
念仏橋（ねんぶつばし）は、駅館川水系水系田所川に架かる小規模な石造単アーチ橋である。2001年（平成13年）11月20日に国の登録有形文化財として登録されている。
温見徳応寺への参道に架かることから、念仏橋という名が付いたといわれる。
諸元
- 所在地：大分県宇佐市院内町温見
- 河川：駅館川水系田所川
- 形式：石造単アーチ橋
- 橋長：7.0m
- 橋幅：1.9m
- 径間：6.0m
- 竣工：1928年（昭和3年）
- 文化財等：登録有形文化財

## 鳥居橋

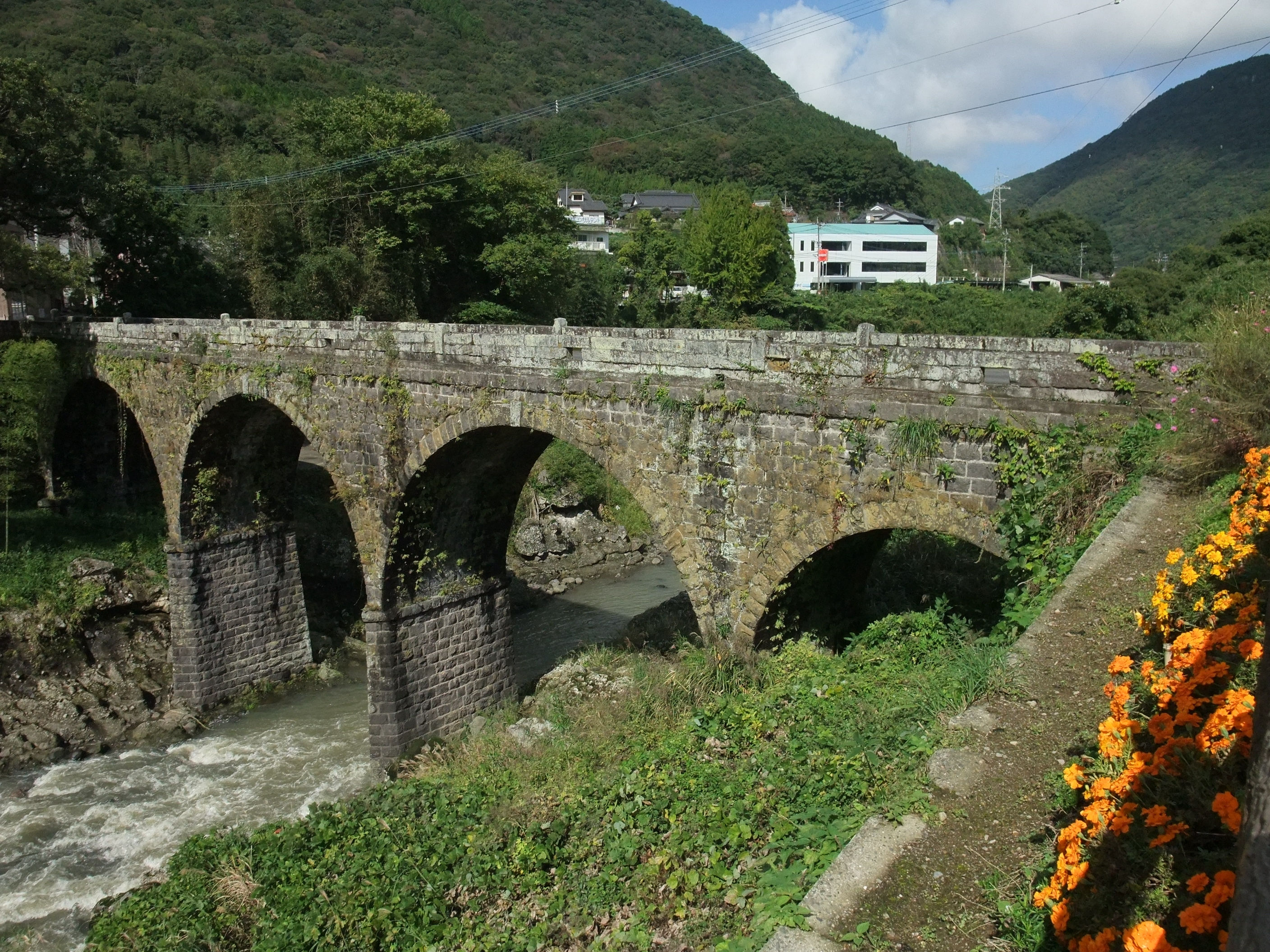
鳥居橋

鳥居橋（とりいばし）は、駅館川水系恵良川に架かる石造5連アーチ橋である。1992年（平成4年）3月27日に大分県の有形文化財に指定されている。
恵良川の最も下流に位置する石橋で、橋脚が細長くすらりとした様子から「石橋の貴婦人」とも呼ばれる。5連アーチは、それぞれの位置の地盤や水流に応じて、径間（スパン）や高さがすべて異なっているが、散漫な印象はなく、かえって心地よいリズムを生み出している。夜間はライトアップされている。
諸元
- 所在地：大分県宇佐市院内町香下
- 河川：駅館川水系恵良川
- 形式：石造5連アーチ橋
- 橋長：55.15m
- 橋高：11.0m
- 橋幅：4.35m
- 竣工：1916年（大正5年）7月
- 設計：都留清一郎
- 石工：松田新之助
- 文化財指定等：大分県指定有形文化財

## 御沓橋

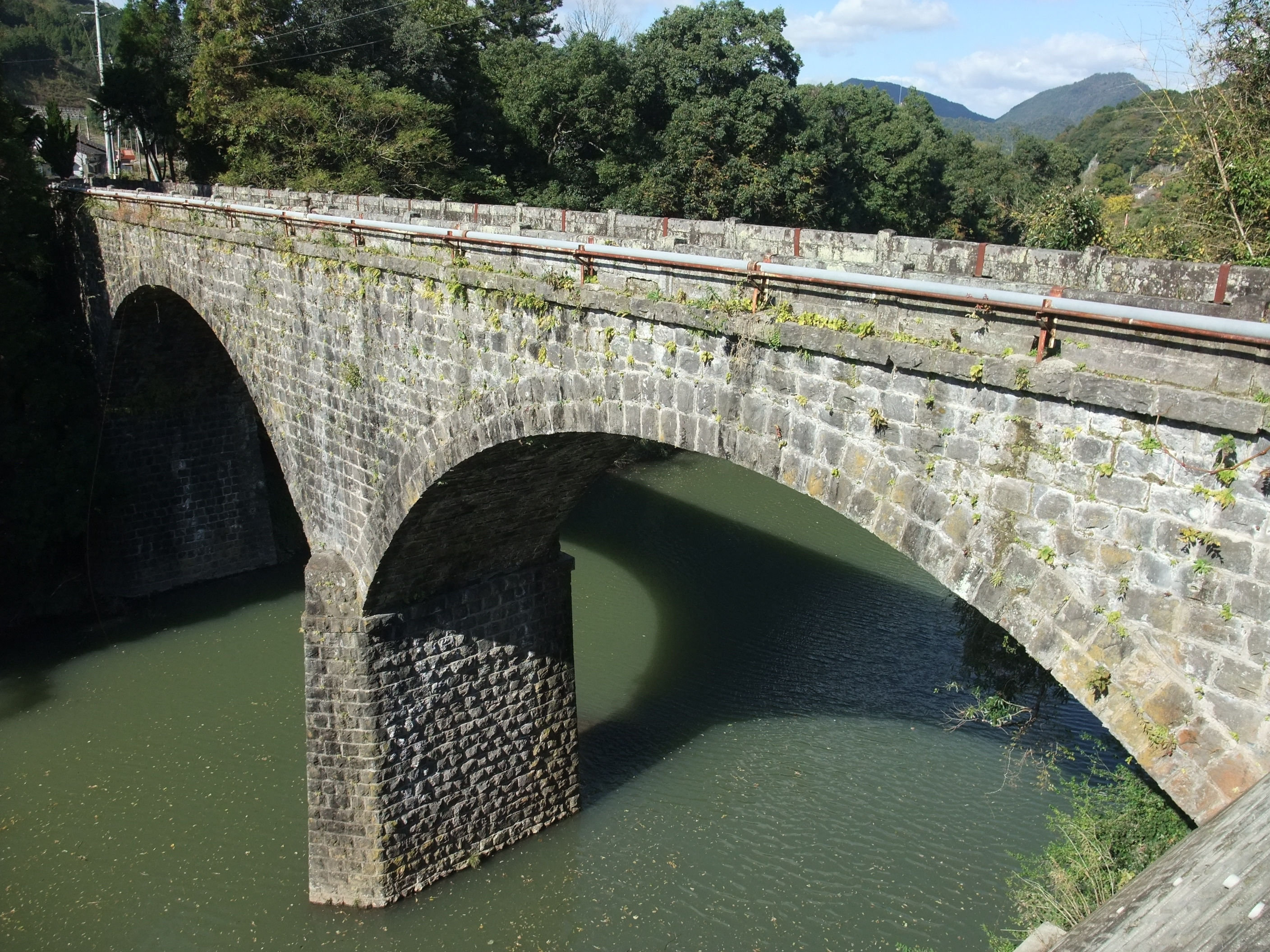
御沓橋

御沓橋（みくつばし）は、駅館川水系恵良川に架かる石造3連アーチ橋である。1998年（平成10年）3月20日に大分県の有形文化財に指定されている。
院内町で最長の石造アーチ橋で、アーチ部の拱環は二重になっている。下流右岸に展望所が設けられており、夜間はライトアップされている。
諸元
- 所在地：大分県宇佐市院内町御沓
- 河川：駅館川水系恵良川
- 形式：石造3連アーチ橋
- 橋長：59.0m
- 橋幅：4.55m
- 橋高：14.7m
- 径間：11.0m、18.2m
- 竣工：1925年（大正14年）8月
- 石工：松田新之助
- 文化財指定等：大分県指定有形文化財

## 荒瀬橋

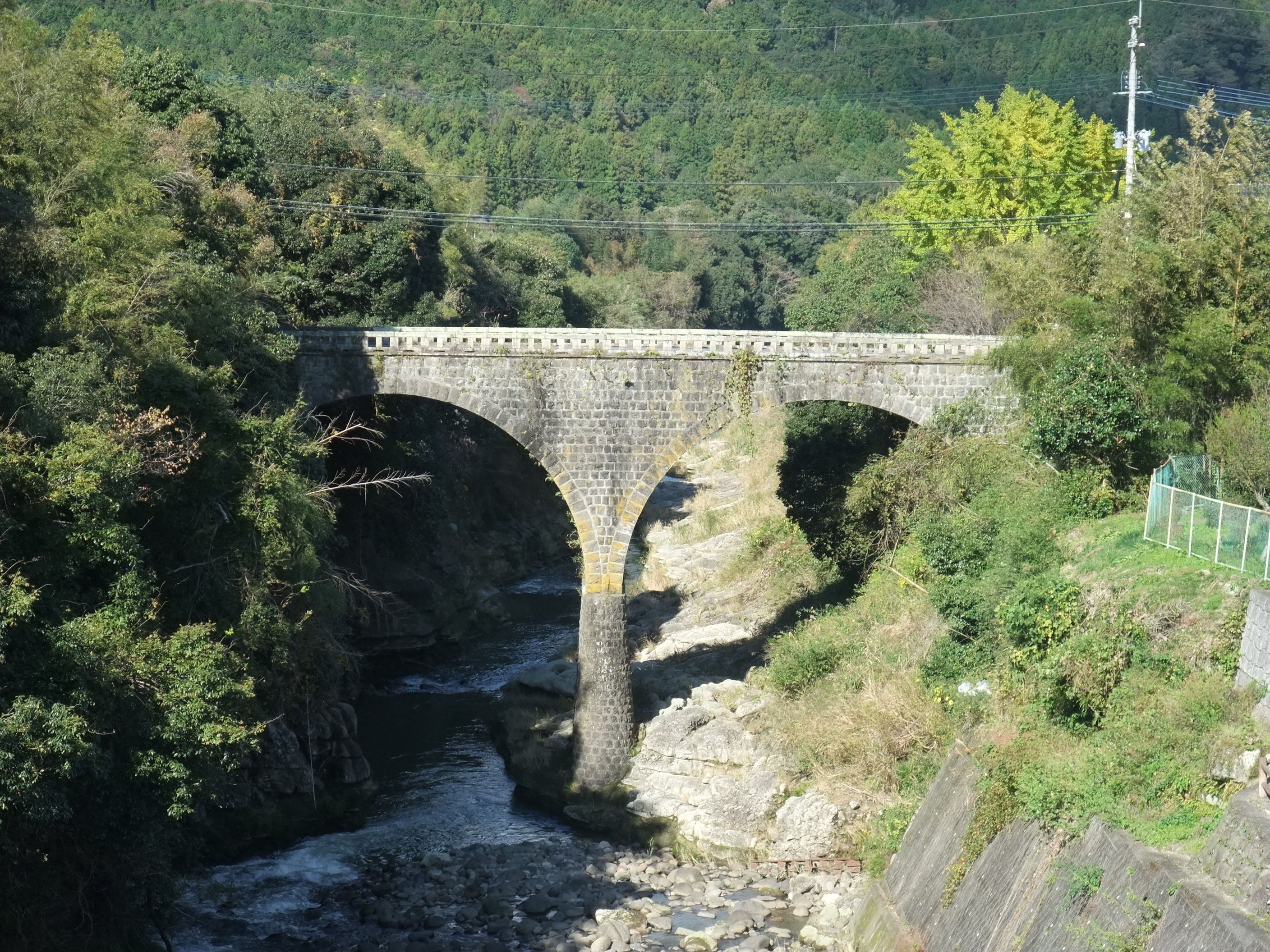
荒瀬橋

荒瀬橋（あらせばし）は、駅館川水系恵良川に架かる2連石造アーチ橋である。1982年（昭和57年）3月19日に宇佐市の有形文化財に指定されている（指定当時は旧院内町の有形文化財）。
水面からの高さが院内町で最も高い石橋で、端正な姿をしている。道の駅いんないから徒歩で見学可能な場所にある。夜間はライトアップされている。多額の建設費用を要したため、架設当時は有料であった。
諸元
- 所在地：大分県宇佐市院内町副・大副
- 河川：駅館川水系恵良川
- 形式：石造2連アーチ橋
- 橋長：47.4m
- 橋幅：5.95m
- 橋高：18.3m
- 竣工：1913年（大正2年）
- 石工：松田新之助
- 文化財指定等：宇佐市指定有形文化財

## 富士見橋

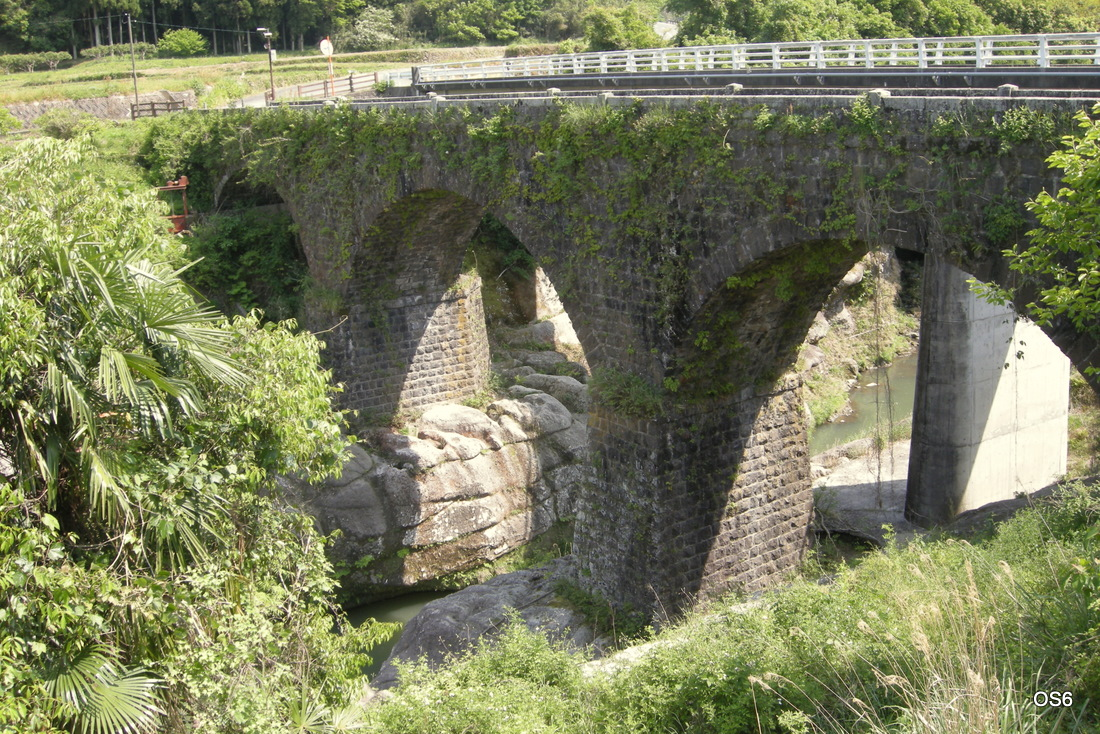
富士見橋

富士見橋（ふじみばし）は、駅館川水系恵良川に架かる3連石造アーチ橋である。1982年（昭和57年）3月19日に宇佐市の有形文化財に指定されている（指定当時は旧院内町の有形文化財）。
工事中に崩落したが、松田新之助が私財を投げ打って建造した。橋上から豊後富士の別名を持つ由布岳が眺められることから富士見橋という名が付けられたといわれる。
諸元
- 所在地：大分県宇佐市院内町斎藤
- 河川：駅館川水系恵良川
- 形式：石造3連アーチ橋
- 橋長：48.1m
- 橋幅：4.5m
- 橋高：14m
- 竣工：1925年（大正14年）
- 石工：松田新之助、吉村万太郎
- 文化財指定等：宇佐市指定有形文化財

## 分寺橋

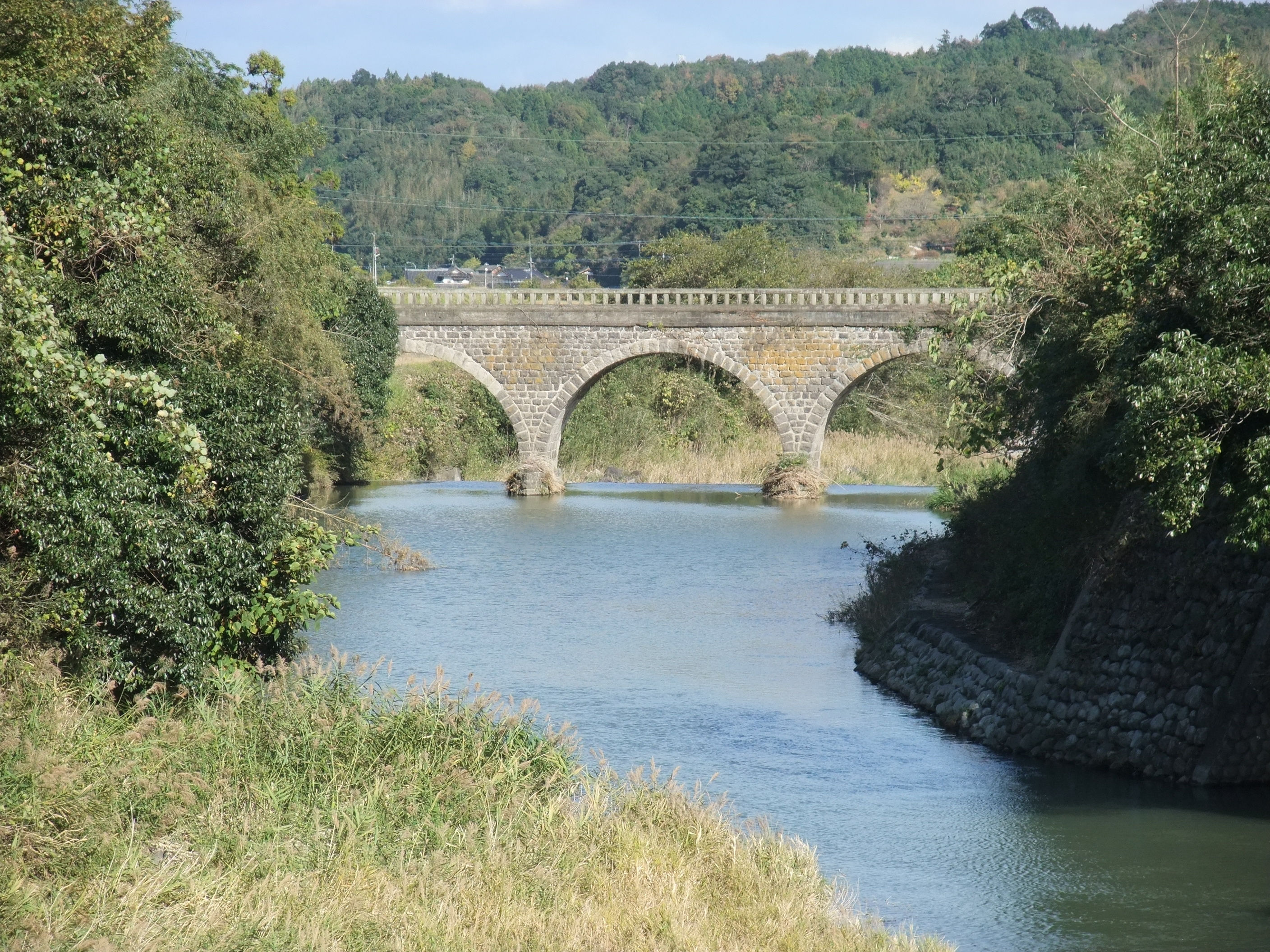
分寺橋

分寺橋（ぶじばし）は、駅館川水系恵良川に架かる3連石造アーチ橋である。1982年（昭和57年）3月19日に宇佐市の有形文化財に指定されている（指定当時は旧院内町の有形文化財）。
日出生台に通じる軍事用道路の一部として建設された。4連石造アーチ橋の写真が発見されており、現在の橋は架け直されたものと考えられている。夜間はライトアップされている。
諸元
- 所在地：大分県宇佐市院内町温見分寺
- 河川：駅館川水系恵良川
- 形式：石造3連アーチ橋
- 竣工：1945年（昭和20年）
- 石工：高名繁喜
- 文化財指定等：宇佐市指定有形文化財